# Diplazon fechteri
Diplazon fechteri là một loài tò vò trong họ Ichneumonidae.